# تاريخ أجهزة ضبط الوقت في مصر

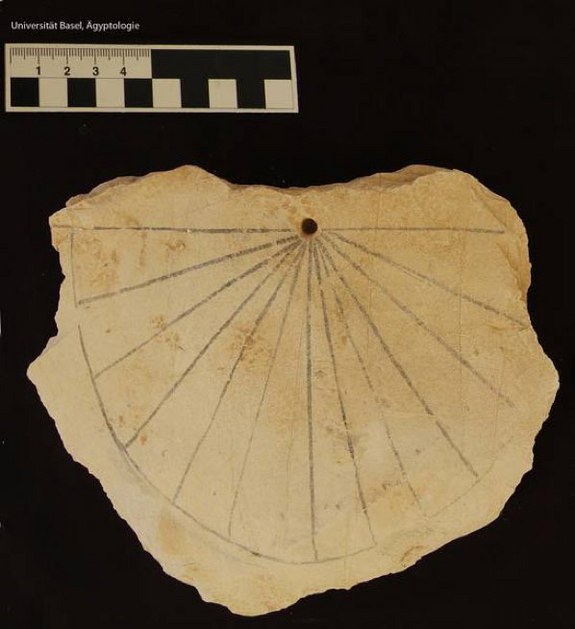
ساعة شمسية مصرية قديمة (1500 ق.م)، من وادي الملوك، وتستخدم لقياس ساعة العمل. اليوم مقسم إلى 12 جزء.

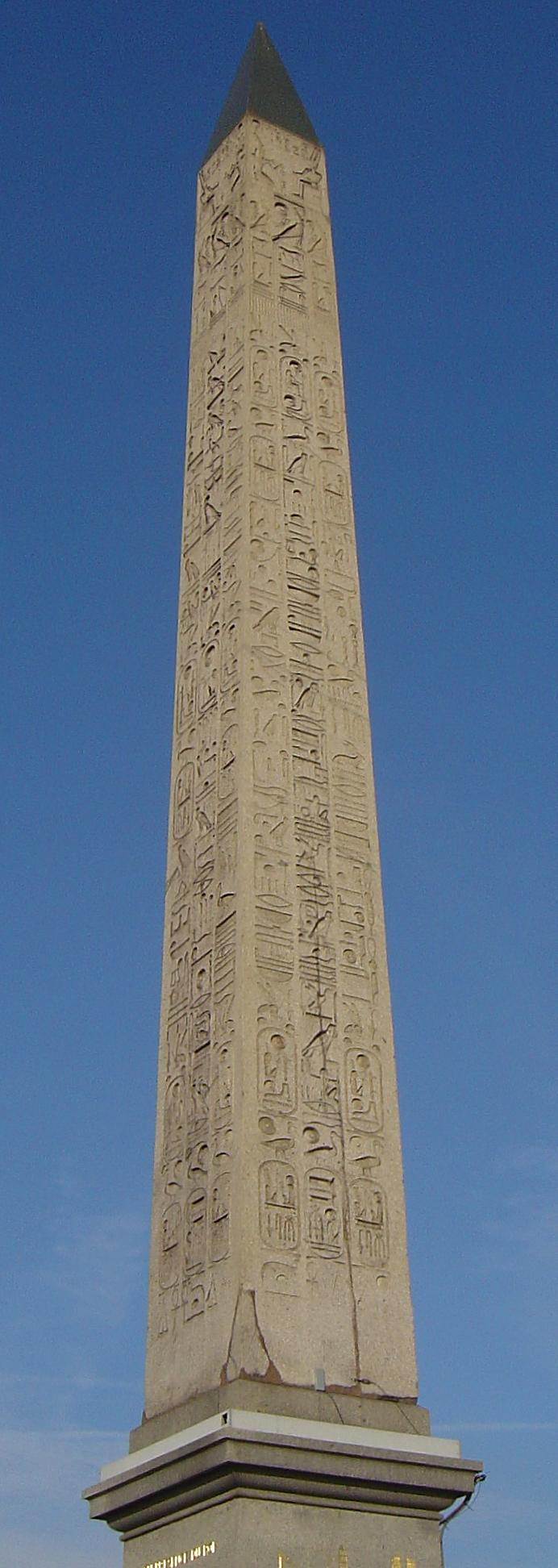
مسلة الأقصر في ميدان الكونكورد، باريس، فرنسا.

كان المصريون القدماء من أوائل الثقافات التي تقسم الأيام إلى أجزاء متساوية متفق عليها بشكل عام، وذلك باستخدام أجهزة ضبط الوقت المبكر مثل الساعات الشمسية وميقات الظل والشاقول (خطوط السباكة التي استخدمها علماء الفلك الأوائل). وتستخدم المسلات من خلال قراءة ظلها. ويمكن للمواطنين تقسيم اليوم إلى قسمين، ثم إلى ساعات أصغر.

## الساعات الشمسية وساعات الظل
على الرغم من إسناد هيرودوت للاختراع إلى البابليين في عام 430 قبل الميلاد، كانت أقدم ساعة شمسية معروفة كانت قياس (مزولة) بسيطة من أصل مصري اخترعت حوالي  3500 قبل الميلاد. تم تطوير أجهزة أكثر تعقيدا مع مرور الوقت، أقرب جهاز موجود حتي الآن هو حجر الشمس (الحجر الجيري) الذي يعود تاريخه إلى 1500 قبل الميلاد، واكتشف في وادي الملوك في عام 2013. وقد وجد في منطقة سكنية من عمال البناء وتقسيمها للنهار إلى 12 جزء كان من الممكن استخدامه لتقسيم ساعات العمل. تم تعديل ساعات الظل الشمسية التي سمحت لمزيد من الدقة في تحديد وقت اليوم، وكانت تستخدم لأول مرة حوالي 1500 قبل الميلاد. وكان ابتكارهم الرئيسي تعديل المزولة الأكثر دقة والتي تسمح بتقسيم طول النهار إلى 50 جزء، مع ساعتين إضافيتين «الشفق» في الصباح والمساء. وقد تم تشكيل مزولة الظل على مدار الساعة من ساق طويلة مقسمة إلى ستة أجزاء، فضلا عن عارضة مرتفعة تلقي بظلالها على العلامات. تم وضع هذه الساعة في وقت مبكر شرقا في الصباح، بينما في الظهر كانت تتناوب لمواجهة الغرب لقياس الظلال التي تلقيها الشمس. تم تكييف مفهوم الظلال المقاسة إلى تصاميم أكبر وأكثر عمومية في شكل مسلات. وتشير علامات حول المسلة إلى وحدات من الزمن، بما في ذلك الصباح وبعد الظهر، فضلا عن الانقلابات الصيفية والشتوية لأغراض احتفالية.

## مرختس
باستخدام خطوط تسمى «مرخت»، يمكن للمصريين حساب الوقت ليلا، بشرط أن تكون النجوم مرئية. تستخدم منذ ما لا يقل عن 600 قبل الميلاد، واثنين من هذه الصكوك تتماشى مع نجم الشمال، نجم القطب الشمالي، وخلق خط زوال سماوي بين الشمال والجنوب. من خلال مراقبة بعض النجوم كونها عبرت خط إنشاؤها مع مرخت، فإنها يمكن أن تقاس بدقة الوقت.